# Недостоево (остановочный пункт)
Недосто́ево — остановочный пункт Рязанского направления Московской железной дороги.
Расположен на окраине города Рязань рядом с микрорайоном Недостоево.

## Пассажирское движение
Электропоезда ходят на Голутвин, Москву и на Рязань I и Рязань II. Посадочные платформы низкие и не оборудованы турникетами. Касса на платформе была, однако в течение ряда лет уже не работает. С 2006 года кассы нет.

## Достопримечательности
Недалеко от остановочного пункта находится мемориальное кладбище немецких и польских военнопленных, а также советских заключённых, погибших в местном лагере НКВД N 178-454. В осенне-зимний период днём кладбище видно из окон поездов.